# Pseudotyrannochthonius incognitus
Pseudotyrannochthonius incognitus es una especie de arácnido del orden Pseudoscorpionida de la familia Chthoniidae.

## Distribución geográfica
Se encuentra en el oeste de Estados Unidos.